# Николай (Караулов)
Епископ Николай (в миру Николай Аполлонович Караулов; 28 мая 1871, село Томаш, Кадниковский уезд, Вологодская губерния — 17 апреля 1932, Новосибирск) — епископ Русской православной церкви, епископ Вельский, викарий Вологодской епархии.
Причислен к лику святых Русской православной церкви в 2000 году.

## Биография
родился 28 мая 1871 года в селе Томаш Кадниковского уезда Вологодской губернии в семье священника Аполлония Караулова.
В 1893 году Николай окончил Вологодскую Духовную семинарию и 15 сентября того же года назначен псаломщиком Георгиевской церкви города Вологды.
Женившись на Александре Аполлоновне, урожденной Углецкой, дочери сельского священника, 26 декабря того же года рукоположён в сан диакона к этой церкви с исполнением обязанностей псаломщика.
12 сентября 1894 года диакон Николай был переведён служить в Спасовсеградский собор и 14 сентября 1898 года рукоположён в священника с оставлением на прежней вакансии псаломщика при том же соборе.
С 7 сентября 1900 года — священник Вологодского кафедрального собора.
7 февраля 1901 года назначен настоятелем Екатерининской церкви города Вологды, с которой была связана впоследствии вся его пастырская деятельность.
В возрасте 25 лет неожиданно умирает его супруга. Вместе с ней умер маленький сын Михаил. Остались трое малолетних детей: Алексей, Ольга и Анатолий: «В самую раннюю пору жизни меня постигло страшное испытание. Устроился я, снискал расположение своих прихожан, стал работать на духовное благо своей паствы, как разразилось над мной несчастье, настиг меня страшный удар».
Часто проповедовал, выступал с лекциями на Публичных религиозно-нравственных чтениях, занимался благотворительностью. В 1903—1904 годы входил в число пайщиков Попечительства о бедных воспитанниках Вологодской духовной семинарии. Был возведён в сан протоиерея.
В 1921 году был арестован по обвинению в контрреволюционной деятельности, приговорен к двум годам ссылки и выслан в город Пинегу Архангельской губернии.
По возвращении из ссылки он застал положение церковных дел в городе крайне расстроенным, так как правящий архиерей, епископ Александр (Надеждин), отпал в обновленчество, а назначенный вместо него православный епископ Сильвестр (Братановский) не имел возможности жить в Вологде и управлять епархией.
С 21 октября 1923 года, по пострижении в монашество, хиротонисан во епископа Вельского, викария Вологодской епархии и назначен временно управлять Вологодской епархией.
Столкнулся на новом поприще с немалыми трудностями. 1 января 1924 года написал прошение Патриарху Тихону об увольнении на покой: «вследствие недоброжелательного отношения ко мне, как к епископу, со стороны духовенства и мирян Вельского уезда, а также и от управления Вологодской епархией, потому что полномочия, данные мне правящим епископом Вологодским Сильвестром, являются недостаточными на основании существующих законоположений. Кроме сего, я сильно болею и потому прошу меня уволить на покой».
Ввиду того, что епископ Архангельский Антоний (Быстров) был арестован, Патриарх предложил епископу Николаю временно вступить в управление Архангельской епархией, но и от этого предложения епископ отказался и остался жить в Вологде, продолжая служить в Екатерининской церкви, где когда-то был настоятелем.
В 1925 году был арестован, за отказ от сотрудничества с обновленцами, содержался в Вологодской тюрьме, затем освобождён. Был «совершенно седым старцем с длинной бородой, с голубыми глазами».
В 1927 году подал прошение об уходе с Вельской кафедры и был уволен на покой. Служил в Екатерининском храме Вологды, после закрытия которого в 1930 году — в храме Воскресения Лазаря на Горбачёвском кладбище.
В начале 1931 года поднялась очередная волна гонений на Церковь. 10 мая 1931 года власти арестовали архиепископа Вологодского Амвросия (Смирнова), епископа Николая (Караулова), семнадцать священнослужителей, семь монахов и одиннадцать мирян. Их обвинили во взаимном общении, посещении друг друга в церковные праздники и дружеских беседах, имевших, по мнению властей, антисоветский характер. Отправлен по этапу.
Скончался 17 апреля 1932 года в Новосибирской тюрьме.

## Канонизация
Юбилейный Архиерейский собор в августе 2000 году причислил епископа Николая (Караулова) к лику новомучеников и исповедников Российских.